# Adolf Lu Hitler Marak
Adolf Lu Hitler Rangsa Marak (Hindi ॲडॉल्फ लु हिटलर माराक) ist ein indischer Politiker der Nationalist Congress Party aus Meghalaya.
Marak war Mitglied des Parlaments von Meghalaya bis 2003 sowie Mitglied der Regierung von Meghalaya in den Kabinetten von Evansius Kek Mawlong und Flinder Anderson Khonglam. Im März 2008 wurde Marak erneut ins Parlament des Bundesstaates gewählt. Dort fungiert er auch als Vorsitzender des Ausschusses für öffentliche Aufgaben.
Im Juni 2003 geriet er unter Verdacht, Kontakte zur militanten Gruppe Achik National Volunteers’ Council zu unterhalten, und wurde kurzzeitig in Untersuchungshaft genommen.
Marak ist nach dem deutschen Diktator Adolf Hitler benannt. Eine solche Namensgebung ist im indischen Bundesstaat Meghalaya nicht unüblich. Weitere lokale Politiker heißen Lenin R. Marak, Stalin L. Nangmin oder Frankenstein W. Momin.